# Offre-moi ton cœur
Pour plus de détails, voir Fiche technique et Distribution.
Offre-moi ton cœur (titre original : Schenk mir dein Herz) est un film allemand de Nicole Weegmann (de), sorti en 2010.

## Synopsis
Alexander est une vedette de la chanson arrogante. Après une crise cardiaque alors qu'il a 48 ans, il souffre d'une grave amnésie, il ne se souvient plus des dix dernières années qu'il a vécues. Au centre de réadaptation, il rencontre dans la salle de musique Heinrich, un ancien pianiste de jazz qui veut profiter du temps qui lui reste après un AVC. Heinrich prend Alex sous son aile et aimerait avec de vieux amis sauver de la fermeture son ancien club, le « Blue Note », en faisant un concert avec Alex. Alex lui fait confiance alors qu'il ne reconnaît toujours pas Silvio son manager, Edda son ex-femme, Jan son fils et Maria, sa jeune compagne.
Heinrich aide de nouveau Alex dans sa réadaptation après leur accident sur la route pour aller répéter au « Blue Note » et surtout dans sa vie privée qui, en raison de son état de santé, connaît de nombreux problèmes : Jan est profondément déçu par son père, Edda veut se venger parce qu'elle s'estime lésée par leur récent divorce, et Maria, qui a très mal vécu de ne pas être reconnue tout de suite, le délaisse par jalousie.
Même son manager Silvio réagit avec dépit. Il craint d'être viré lorsqu'il apprend par Maria le nouveau projet d'Alex, mais celui-ci le rassure.
Mais un nouveau AVC plonge Heinrich dans un coma semblant irréversible. Alex, qui retrouve de plus en plus ses moyens, retrouve aussi son arrogance, mais garde sa dette envers Heinrich, souhaitant toujours faire ce concert au « Blue Note » malgré l'avis négatif de Silvio pour son image. Il est diffusé à la radio, Heinrich l'écoute grâce à sœur Laura qui est à son chevet. Celui-ci se réveille en entendant la musique, fume une cigarette avec Laura puis s'en va en faisant un clin d'œil.

## Fiche technique
- Titre : Offre-moi ton cœur
- Titre original : Schenk mir dein Herz
- Réalisation : Nicole Weegmann (de), assisté de Barbara Schubert
- Scénario : Ruth Toma
- Musique : Birger Clausen, Bernd Begemann (de)
- Direction artistique : Sabine Pawlik
- Costumes : Christine Zahn
- Photographie : Sten Mende (de)
- Son : Eric Rueff
- Montage : Andrea Mertens (de)
- Production : Ralph Schwingel (de), Stefan Schubert (de)
- Sociétés de production : Wüste Film (de) avec Arte et Norddeutscher Rundfunk[1]
- Société de distribution : Wüste Film
- Pays d'origine :  Allemagne
- Langue : allemand
- Format : Couleurs - Dolby
- Genre : Comédie dramatique
- Durée : 90 minutes
- Dates de sortie :
  -  Allemagne : 5 mai 2011 : Diffusion en salles.
  -  France : 7 octobre 2011 : Diffusion sur Arte[2]

## Distribution
- Peter Lohmeyer : Alexander Ludwig
- Paul Kuhn : Heinrich Mutesius
- Mina Tander : Maria
- Catrin Striebeck : Edda
- Louis Klamroth : Jan
- Hannes Hellmann (de) : Silvio Manni
- Katja Geist : Sœur Laura
- Ralph Misske (de) : Helmut
- Marion Martienzen (de) : Dr. Fischer
- Claus Dieter Clausnitzer (de) : René
- Bernd Begemann (de) : le producteur
- Bernd Birkhahn (de) : Max Pinas
- Joe Sydow (de) : Johann Wulf